# إيناس حسني
إيناس حسني هي كاتبة وناقدة تشكيلية مصرية تدير مركز الجزيرة للفنون.

## كتاباتها ومؤلفاتها
اهتمت إيناس حسني في مؤلفاتها بالتأريخ للفن التشكيلي في العالم العربي ورواده وحركاته، كما اهتمت بالعمارة والحضارة الإسلامية، وفيما يلي عدداً من أهم مؤلفاتها:
- أثر الفن الإسلامي على التصوير في عصر النهضة: صدر عام 2003 عن دار الجيل للنشر والطباعة والتوزيع بالقاهرة.[2][3]
- التلامس الحضاري الإسلامي الأوروبي: صدر عام 2009 عن المجلس الوطني للثقافة والفنون والآداب بالكويت ضمن سلسلة عالم المعرفة، ويقع الكتاب في 295 صفحة.[4]
- رائدات الفن التشكيلي: صدر عام 2010 عن الهيئة المصرية العامة للكتاب بالقاهرة.[5]
- جماعة الفن المعاصر: صدر عن الهيئة المصرية العامة للكتاب بالقاهرة.[6]
- الاستشراق وسحر الشرق: صدر عام 2012 عن دار الصدى للنشر والتوزيع بالإمارات العربية المتحدة ضمن سلسلة كتاب دبي الثقافية، ويقع الكتاب في 330 صفحة.[7]
- جسر الصورة: صدر عام 2016 عن المجلس الأعلى للثقافة بالقاهرة، ويقع الكتاب في 336 صفحة.[8]
- رائد السريالية المصرية الفنان سمير رافع: صدر عام 2021 عن الهيئة المصرية العامة للكتاب بالقاهرة، ويقع الكتاب في 103 صفحة.[9][10]